# Kaltensteinpfad
Die Kaltensteinpfad ist ein Rundwanderweg bei Lebach im Saarland. Er gehört zu den von den örtlichen Tourismus-Veranstaltern so genannten Traumschleifen im Wegesystem des Saar-Hunsrück-Steiges und führt über den Hoxberg.

## Charakteristik
Der Kaltensteinpfad ist ein Prädikatswanderweg (Traumschleife) in Form einer liegenden 8. Naturwaldpfade durch abwechslungsreichen, urwaldähnlichen Wald (Relikte der Orkane von 1990) werden an einer historischen Pferdetränke und den „Kaltensteinen“ vorbei über den Gipfel des Hoxbergs geführt. Der steile, lange Aufstieg zum Hoxberg macht den 7,8 km langen Weg mittelschwer. Der Weg wurde vom Deutschen Wanderinstitut mit 56 Erlebnispunkten bewertet.

## Verlauf
Vom Parkplatz aus führt ein Weg direkt in den Wald vorbei an der Tennisanlage. Über einen schmalen Pfad der anschließend in einen Forstweg mündet erreicht man die Wassertretanlage. Weiter geht es der Beschilderung folgend zu den historischen Grenzsteinen aus dem Jahre 1762. Die Grenzsteine weisen auf die „Vierherrschaft“ von Lebach hin. Informationstafeln erklären die Entstehung und die Zeichen auf den Grenzsteinen. Nächste Station des Weges ist eine historische Pferdetränke, die 1940 zur Versorgung der Pferde der Lebacher Kaserne angelegt wurde. Der Weg führt talwärts durch den so genannten Märchenwald. Schautafeln zeigen, welche Verwüstungen der Orkan Wiebke in diesem Wald 1990 angerichtet hatte. Der Märchenwald ist der Teil, der sich selbst überlassen wurde. Weiter geht es zwischen Moosen und Farnen zu einem Feuchtbiotop, über das ein Knüppeldamm führt.
Der Pfad führt nun circa 1 km steil ansteigend zum Hoxberg. An einem Stollen mit Fledermäusen vorbei geht es bergarb bis zum ehemaligen Lager des Reichsarbeitsdienstes (RAD) am Ortsrand von Zollstock, das jetzt zu einem Platz mit Grillhütte geworden ist. Während des Dritten Reiches waren hier 180 Zwangsarbeiter untergebracht, die am Westwall gearbeitet haben.
Vom ehemaligen RAD-Lager aus geht es bergauf, gleich links ab über einen moosigen Weg zum Naturdenkmal „Kaltenstein“. Dies ist ein circa 270 Mio. Jahre alter Konglomeratfelsen aus dem „Rotliegenden“, einer verfestigten Mischung aus Kieselsteinen und Sandstein. Hier sollen angeblich vor über 2000 Jahre keltische Druiden ihren Göttern geopfert haben.
Kurz hinter den Steinen öffnet sich der Wald zu einem Panoramablick über Lebach. Eine Schautafel zeigt die Stadtteile bis hin zum Schaumberg. Der Weg geht weiter steil bergab bis zum Fuß des Hoxberges zurück zum Ziel, dem Parkplatz vor dem Sportzentrum.

## Sehenswürdigkeiten

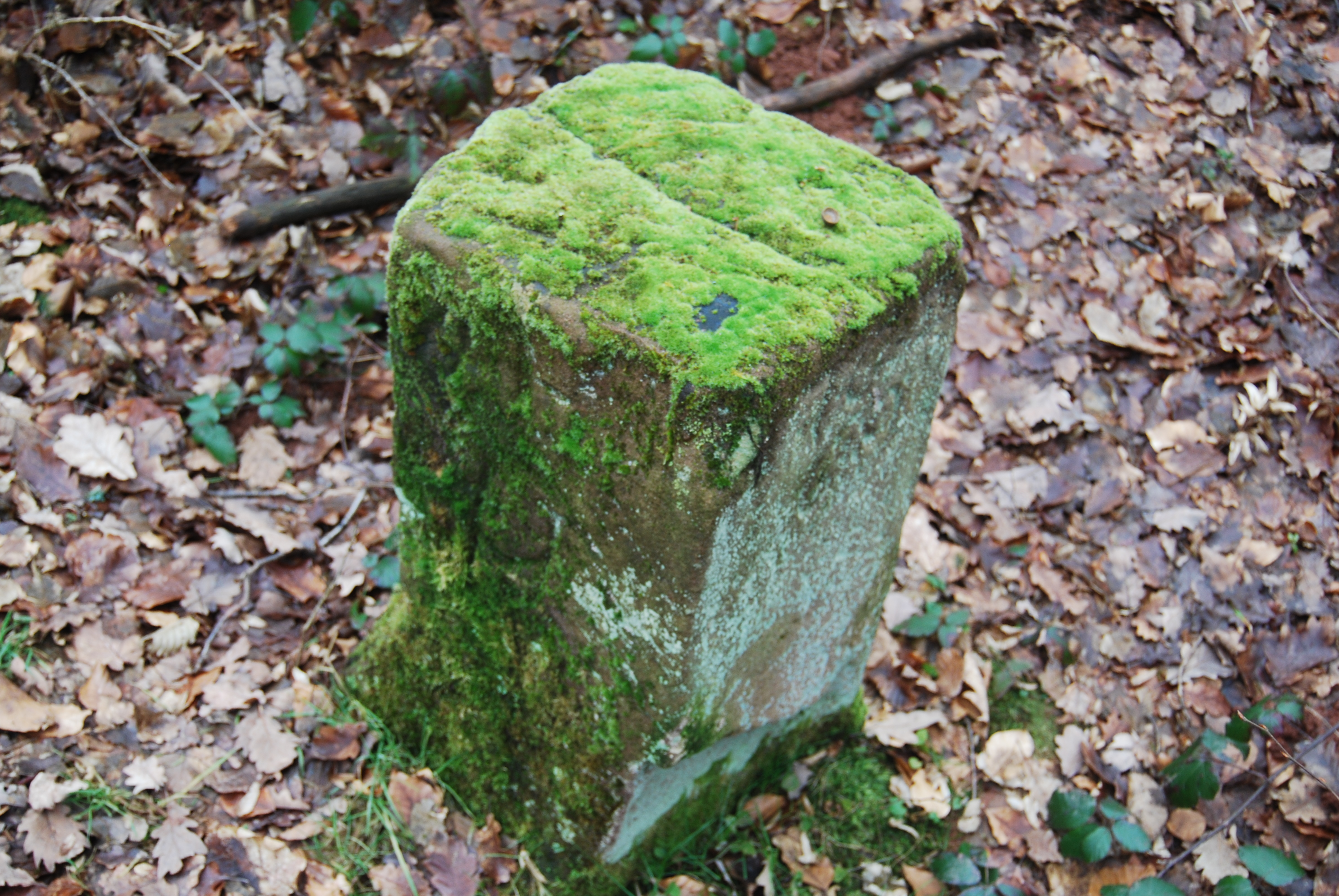
Alte Grenzsteine
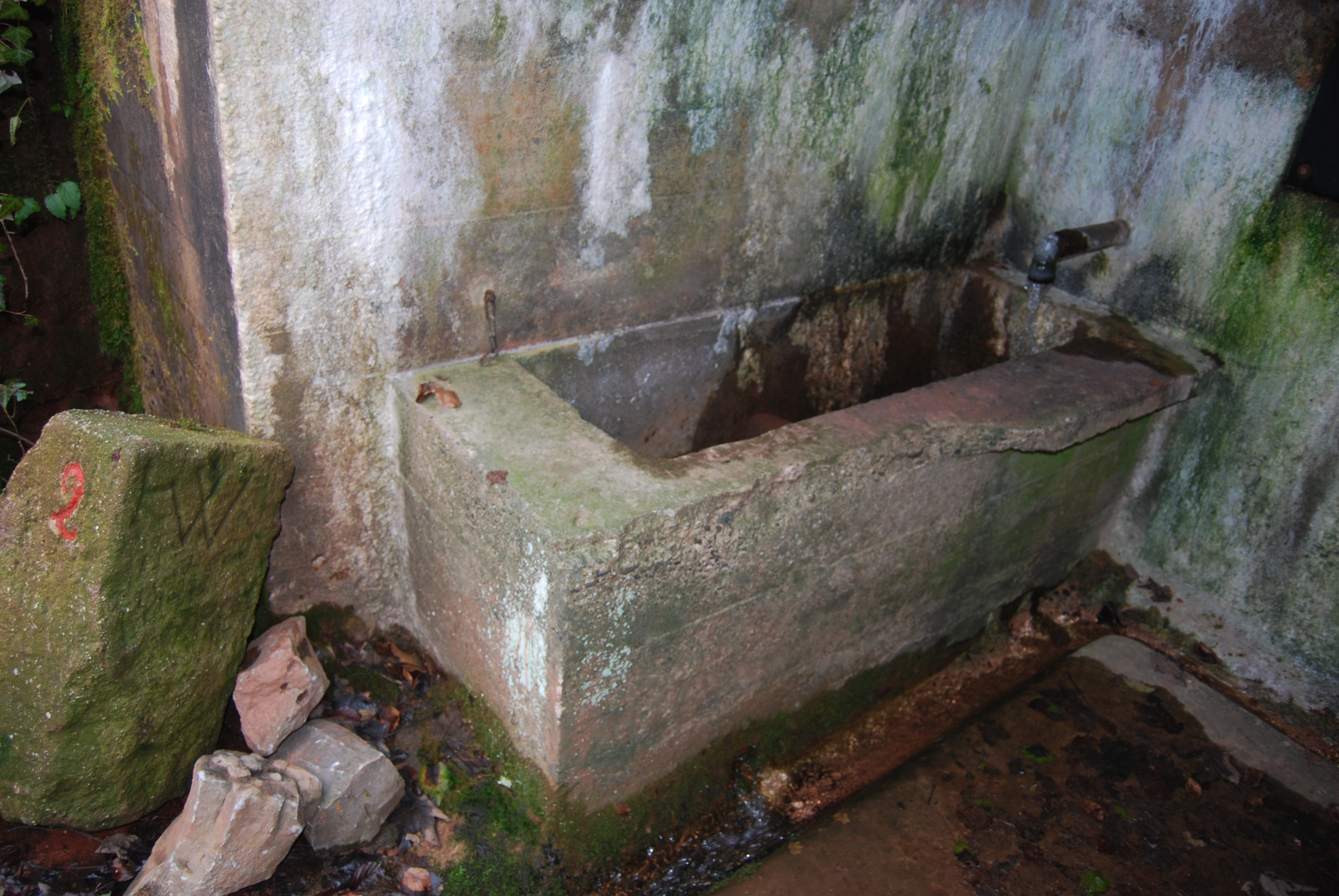
Historische Pferdetränke
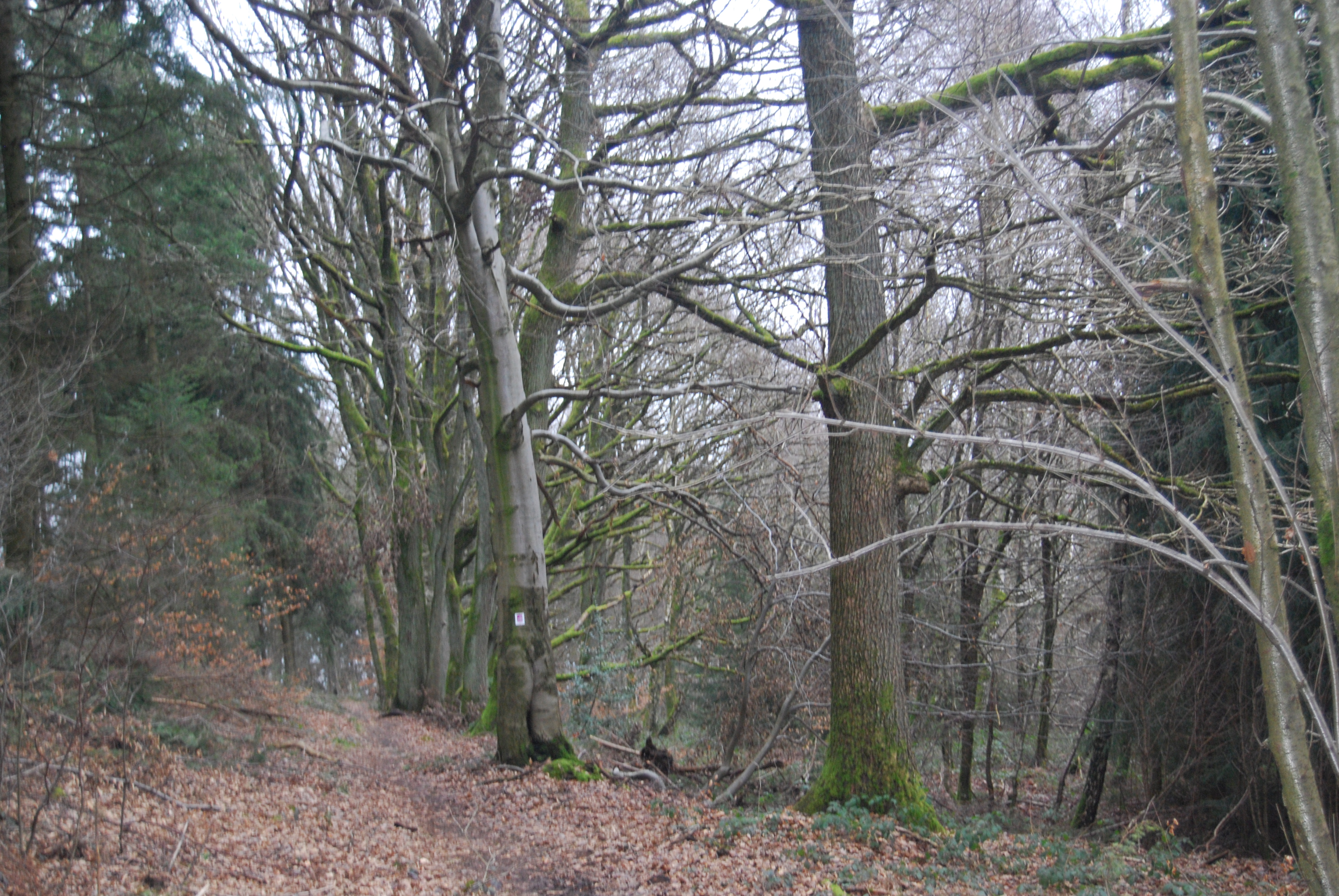
RAD-Lager
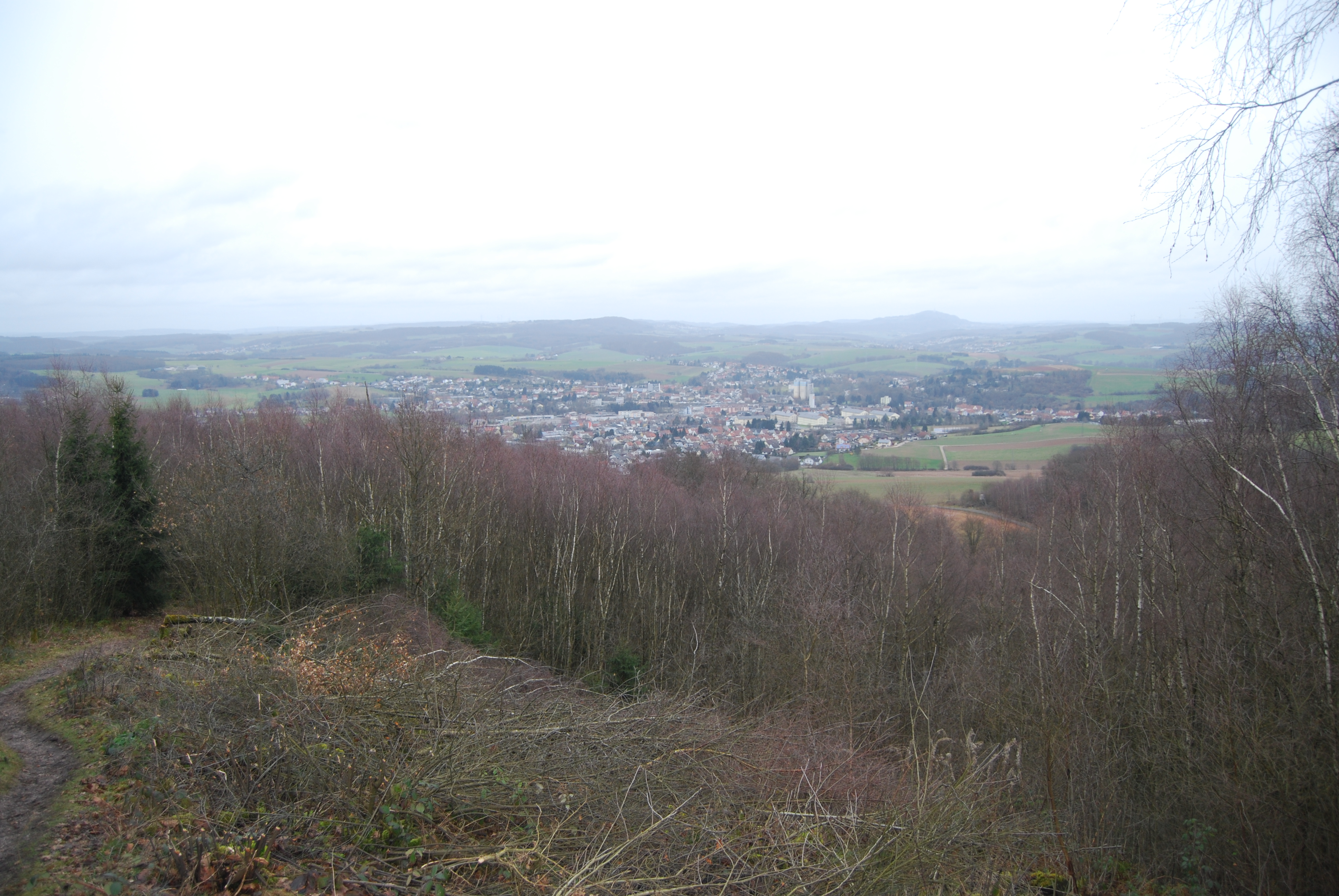
Panoramablick Hoxberg
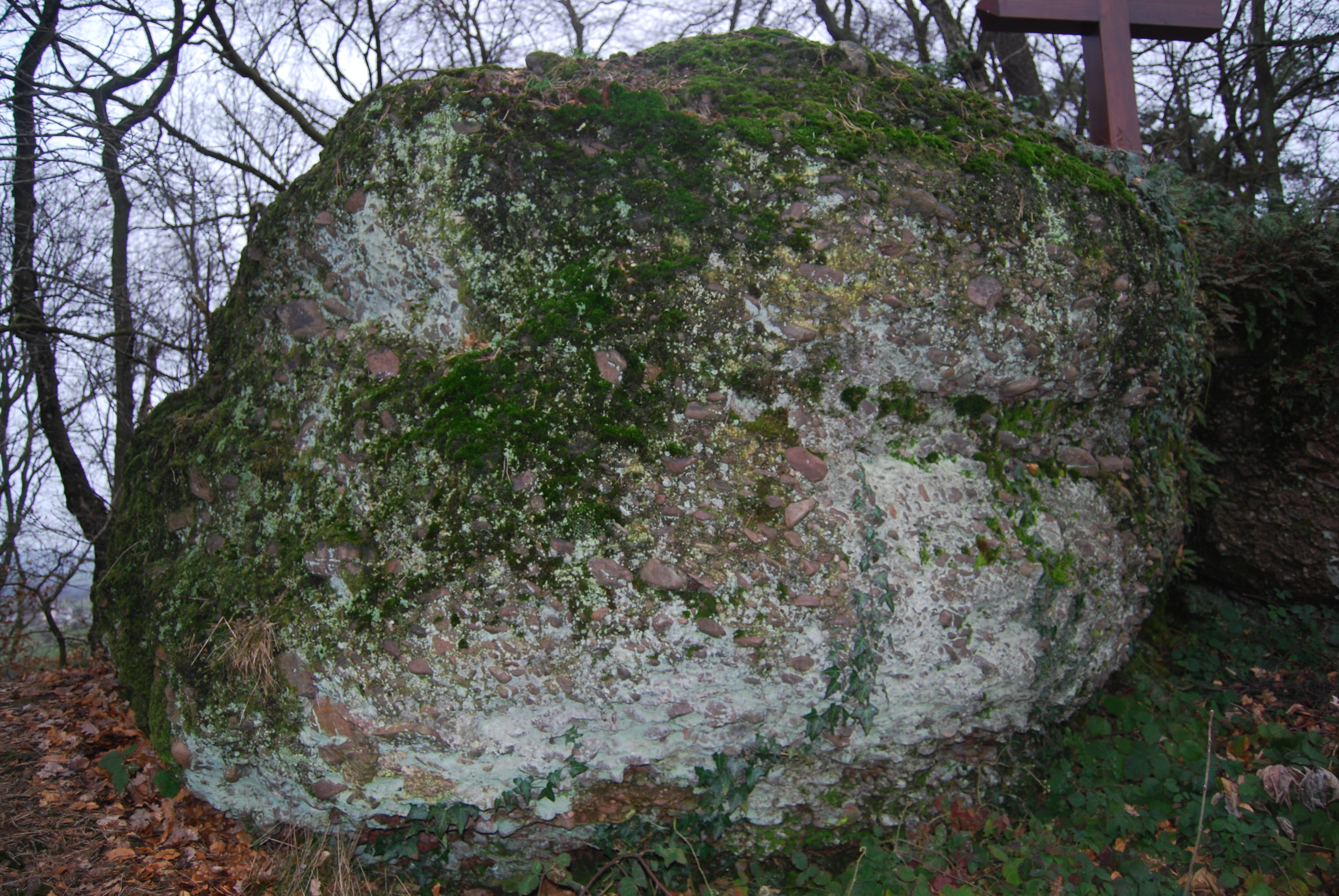
Kaltensteine